# Ню Касъл
Ню Касъл (на английски: New Castle) е град в окръг Гарфийлд, щата Колорадо, САЩ. Ню Касъл е с население от 3796 жители (2008) и обща площ от 6,1 km². Намира се на 1706 m надморска височина. ЗИП кодът му е 81647, а телефонният му код е 970.